# 地下運輸 (經濟學)
地下運輸乃是地下經濟的一種，意指政府無法掌控之非法運輸經濟活動。諸如野雞車、合乘計程車等無營業駕照或不依營業規定而載客、送貨的行為。此種經濟活動的發生多是因為一地之運輸需求超過其能提供之合法供給量，導致非法提供運輸服務有利可圖。

## 各地形式

### 售票與服務
在英國倫敦一帶，近年來(2009年)非法載客計程車(illegal minicab)有日漸風行的趨勢，其招攬乘客(touting)的方法五花八門而品質堪慮，使得倫敦合法的計程車駕駛甚至發起連署信要求倫敦市長重視。
在美國，近年來發生無照的汽車駕駛向以傳統生活方式聞名的阿米希人提供非法的計程車服務
在台灣，稱作野雞車非法載客模式已經行之有年，政府多次的透過開放民營化客運、圍堵取締黃牛票行為等寬嚴並濟的政策，試圖改善相關問題。

### 運貨
台灣各地由黑道把持的盜採砂石；走私貨物都屬於此類範疇。

## 外部連結
- Florian Mayneris. . 2008  [2009-11-10]. （原始内容存档于2010-12-26） （法语）.
- . 2006-10-11  [2009-11-10] （英语）.

- . 2007-03-22  [2009-11-11]. （原始内容存档于2009-12-07） （英语）.
- .   [2009-11-11]. （原始内容存档于2007-05-07）.